# رود استیخ
رود استیخ (انگلیسی: Styx) یک رودخانه در سرزمین پرم کشور روسیه است.